# Hoàng Phủ
Hoàng Phủ (chữ Hán: 皇甫, Bính âm: Huángfŭ) là một họ của người Trung Quốc, Triều Tiên (Hangul: 황보, Hanja: 皇甫, Romaja quốc ngữ: Hwangbo) và Việt Nam. Hoàng Phủ là một trong 60 họ kép (gồm hai chữ) trong danh sách Bách gia tính.
Lưu ý phân biệt họ Hoàng Phủ (皇甫) và họ Hoàng (黃), tránh nhầm lẫn là cùng một họ, do chữ Quốc ngữ chỉ biểu âm, không biểu rõ nghĩa như chữ Hán và chữ Nôm.

## Người Trung Quốc họ Hoàng Phủ
- Hoàng Phủ Tung, đại tướng cuối thời Đông Hán.
- Hoàng Phủ Mật, học giả, nhà y học thời Tây Tấn.
- Hoàng Phủ Đề, học giả thời nhà Đường.
- Hoàng Phủ Đoan, nhân vật hư cấu, một trong 108 vị anh hùng Lương Sơn Bạc của trại Thủy Hử

## Người Việt Nam họ Hoàng Phủ
- Hoàng Phủ Ngọc Tường, nhà văn.

## Người Triều Tiên họ Hoàng Phủ
- Đại Mục Vương hậu, công chúa Cao Ly, con gái duy nhất của Cao Ly Thái Tổ và Thần Tĩnh Vương thái hậu, Hoàng hậu của Cao Ly Quang Tông.
- Thần Tĩnh Thái hậu
- Hiến Ai Vương hậu
- Hiến Trinh Vương hậu